# Młyn św. Łukasza w Szklarskiej Porębie

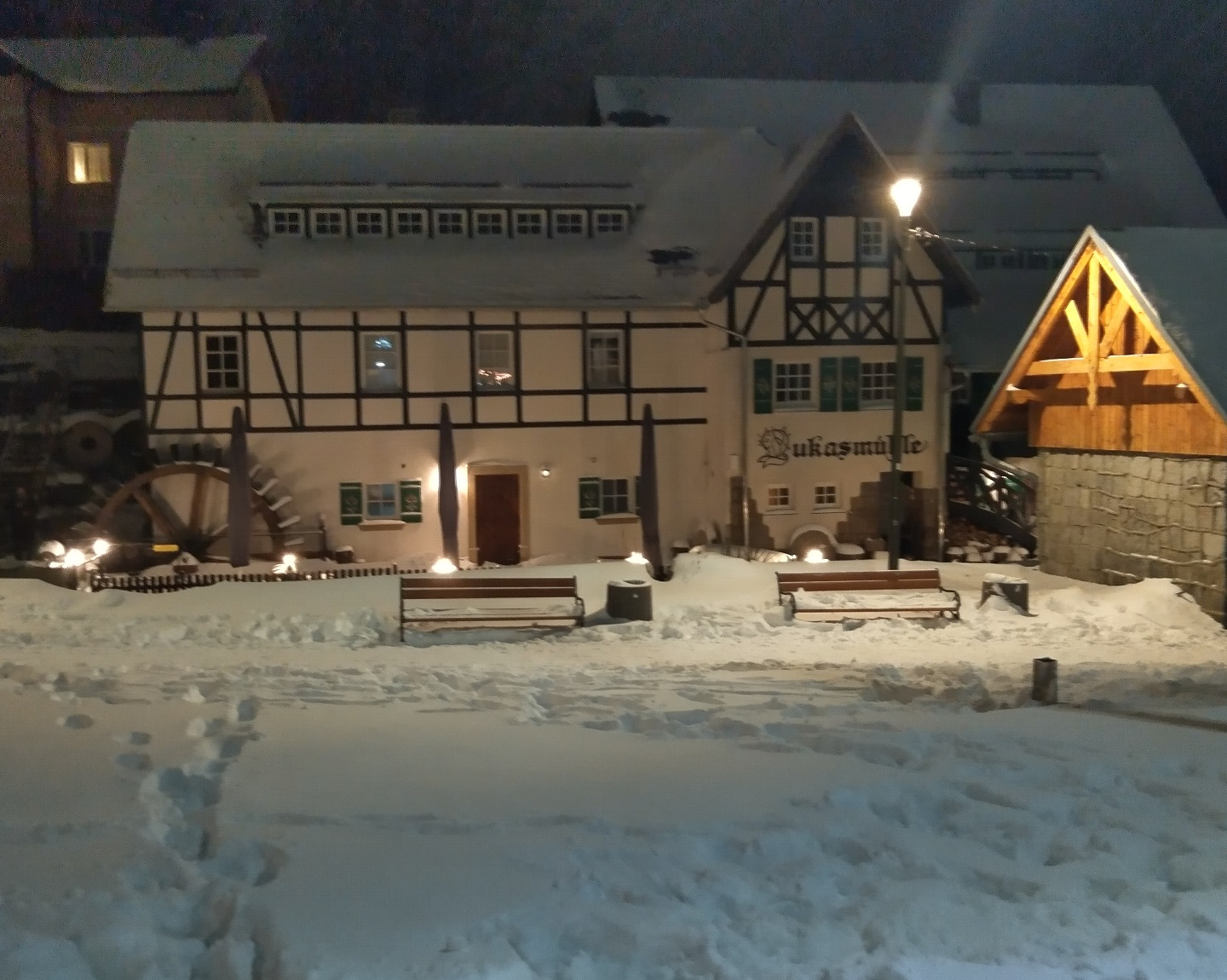
Młyn św. Łukasza w 2025 r. - widoczne zachowane koło wodne.

Młyn św. Łukasza (także Młyn Łukasza, niem. Lukasmühle) – zabytkowy młyn wodny nad Kamienną wybudowany w 1870 r., znajdujący się w Szklarskiej Porębie, w powiecie karkonoskim, w województwie dolnośląskim.

## Historia
Młyn wodny wybudowano w 1870 r. Budynek pełnił funkcję młyna zbożowego, a także karczmy i tartaku. Na początku XX w. został znacznie zniszczony przez pożar, z którego ocalały kamienne mury piwnic, parteru i piętro. W latach 1920-1922 został odbudowany pod kierunkiem Franza E. Schumana. Odbudowany młyn został udostępniony grupie artystów zrzeszonych w tzw. Bractwie św. Łukasza w celu prezentacji wystaw artystycznych.  W 1922 w budynku młyna w Szklarskiej Porębie udostępniono pierwszą wystawę plastyczną. Młyn pełnił funkcję siedziby Bractwa św. Łukasza do 1930 r. W okresie PRL obiekt był zarządzany przez oddział Polskiego Towarzystwa Turystyczno-Krajoznawczego. W latach 90. XX w. został sprywatyzowany. W 2025 r. jest siedzibą restauracji. Jest wpisany do rejestru zabytków i wymieniany jako atrakcja turystyczna Szklarskiej Poręby. 